# Das Jesus Video
Das Jesus Video (en España: El enigma de Jerusalén, en Chile: La Reliquia del Futuro) es una serie de dos películas de televisión alemanas de 2002, dirigidas por Sebastian Niemann, con el guion de Martin Ritzenhoff basado en la novela El vídeo Jesús de Andreas Eschbach.

## Argumento
El joven estudiante de arqueología Steffen Vogt está trabajando en Israel ayudando en las excavaciones dirigidas por el profesor Wilfort y financiadas por una institución científica de Alemania. En el yacimiento de ruinas arqueológicas, se descubre un esqueleto de hace 2 mil años; no habría nada raro en ello si no fuera porque el esqueleto sostiene en la mano un folleto de instrucciones de una cámara filmadora de vídeo digital Sony, un modelo muy avanzado y resistente, no verá la luz del día hasta el año 2003. El joven estudiante hace una hipótesis a los científicos cuando estudian el manual de instrucciones, los restos pertenecen a un viajero en el tiempo, la cual a todos les parece ridícula y prefieren considerar es de alguna persona cuando ingresa antes al lugar.
Las suposiciones de Vogt despiertan interés de unos hombres extraños, quienes le atacan en el hotel donde está viviendo mientras duran las excavaciones. En búsqueda de refugio Steffen se va al piso de la joven israelí Sharon buscando ayuda y poder escapar de estas personas extrañas, cuando lo buscan para matarlo.
Mientras tanto, un científico misterioso llamado John Kaun, asistido por el jefe de la excavación, encuentra el lugar donde se encuentra oculta la cámara filmadora de video, el cual sería debajo del Muro de las Lamentaciones en Jerusalén. Steffen Vogt, Sharon y el novio de ella, también se hacen con las informaciones necesarias para encontrar la cámara filmadora. Sin embargo, antes de poder iniciar la búsqueda de la misteriosa cámara filmadora, Steffen Vogt es secuestrado y torturado por una organización secreta del Vaticano, la cual tiene como meta el destruir la cámara filmadora, porque según ellos representa un grave peligro para la Iglesia, se supone, sospechan o consideran, la cámara podría tener un video con el rostro de Jesús y ese mismo video podría revelar que el histórico nazareno, no era como lo ha relatado los evangelios de la Biblia. Steffen Vogt logra escapar y junto con sus amigos comienza la búsqueda de la cámara para ver el video registrado y tratar de resolver el misterio. Las persecuciones de sus enemigos no paran, el novio de Sharon está gravemente herido por ellos y fallece.
Al final encuentran la cámara filmadora con el vídeo en un monasterio en medio de un desierto; les encuentran también los miembros del Vaticano llegando en un helicóptero al desierto y se hacen con el descubrimiento de la cámara de video, escapan y llegan a un lugar apartado en el desierto en helicóptero, pero también son perseguidos por otros helicópteros del ejército de Israel. Conectan la cámara a una computadora para darle energía eléctrica y registrar la memoria, empiezan a ver el vídeo y descubren el momento de Jesús en la tumba antes de su resurrección, y el viajero en el tiempo era el mismo estudiante Steffen Vogt, acompañado por su amiga Sharon y ellos se quedan viviendo en el pasado hasta morir en forma natural, el esqueleto encontrado en la excavación arqueológica es de él mismo, cuando retrocede en el tiempo, muere hace 2 mil años cuando filma en secreto el evento y lo registra en esa cámara de video, la guarda en su propia tumba para ser descubierta en el futuro.

## Reparto
- Matthias Koeberlin como Steffen.
- Naike Rivelli como Sharon.
- Manou Lubowski como Yehoshua.
- Hans Diehl como Scafaro.
- Dietrich Hollinderbäumer como John Kaun.
- Heinrich Giskes como el profesor Willfort.
- Robinson Reichel como Roland Jung.
- Pierre Semmler como Christopher.
- Frank Scharl como Ryan.
- Mario Holetzeck como Dan.
- Gode Bendix como Dr. Simmon
- Mohamed Al Maghraoui como Peter, un experto en tumbas.
- Mohamed Aytor como Jesus.

## Críticas
Una producción emocionante con sitios de fantasía y con acción espectacular.
Focus on Film

Rara vez lógica, pero colorida y entretenida.
cine.com

## Premio
- Premio de la Televisión Alemana (Deutscher Fernsehpreis) de 2003 por el mejor equipo de diseño y disfraces.[4]